# Christfried Burmeister
Christfried Burmeister (* 26. Mai 1898 in Tallinn; † 12. Juli 1965 in Bradford, Vereinigtes Königreich) war ein deutschbaltischer estnischer Eisschnellläufer, Leichtathlet und Bandyspieler.
Burmeister war im Jahr 1924 bei den Olympischen Winterspielen in Chamonix Fahnenträger bei der Eröffnungsfeier, trat jedoch aus organisatorischen Problemen nicht bei den Wettkämpfen an. Bei der Mehrkampf-Weltmeisterschaft 1924 in Helsinki errang er den 13. Platz. Vier Jahre später belegte er bei den Olympischen Winterspielen in St. Moritz den 24. Platz über 5000 m, den 19. Rang über 1500 m sowie den 15. Platz über 500 m. Zudem wurde er zwischen 1917 und 1928 siebenmal estnischer Meister im Mehrkampf. Im Bandy gewann er fünf nationale Titel und siegte im Jahr 1919 im Stabhochsprung und mit der 4 × 100-m-Staffel. Nach seiner sportlichen Karriere arbeitete er im Büro der Gas- und Wasserwerke von Tallinn.
Im Jahr 1935 estnisierte er seinen Familiennamen in Puurmeister.

## Persönliche Bestleistungen
| Disziplin | Zeit        | Datum        | Ort      |
| --------- | ----------- | ------------ | -------- |
| 500 m     | 45,9 s      | 1928         |          |
| 1500 m    | 2:29,5 min  | 1928         |          |
| 5000 m    | 9:19,2 min  | 1. März 1924 | Helsinki |
| 10.000 m  | 18:44,5 min | 1928         |          |